# Tren Ligero de Búfalo
El Tren Ligero de Búfalo  o Buffalo Metro Rail es un sistema de tren ligero que abastece al área metropolitana de Búfalo, Nueva York. Inaugurado el 20 de noviembre de 1985, actualmente el Tren Ligero de Búfalo cuenta con una línea y trece estaciones.

## Administración
El Tren Ligero de Búfalo es administrado por la Niagara Frontier Transportation Authority.